# Хуайнин
Хуайни́н (кит. упр. 怀宁, пиньинь Huáiníng) — уезд городского округа Аньцин провинции Аньхой (КНР).

## История
Уезд Хуайнин был создан ещё в эпоху империи Восточная Цзинь (в начале V века). Во времена империи Тан уезд был в 622 году расформирован, но в 624 году был создан вновь. После образования в эпоху империи Сун в 1195 году Аньцинской управы уезд был подчинён ей, и оставался в её составе вплоть до ликвидации управ после Синьхайской революции 1911 года.
В 1949 году из уезда Хуайнин был выделен город Аньцин; тогда же был создан Специальный район Аньцин (安庆专区) и уезд вошёл в его состав. В 1959 году уезды Хуайнин и Ванцзян были объединены в уезд Хуайван (怀望县), но в 1962 году воссозданы. В 1970 году Специальный район Аньцин был переименован в Округ Аньцин (安庆地区). В 1988 году округ Аньцин был преобразован в городской округ.

## Административное деление
Уезд делится на 15 посёлков и 5 волостей.
В восточной части уезда имеется анклав, административно подчинённый городскому округу Тунлин.

## Экономика
Хуайнин является крупным центром выращивания и переработки голубики, в том числе активно развивает сеть «умных» теплиц. Ягоды используются в производстве продуктов питания, напитков, биологически активных добавок и лекарственных препаратов. По состоянию на 2024 год площадь голубичных плантаций в уезде составила 6 тыс. га, урожай свежих ягод — 36 тыс. тонн, а совокупная стоимость продукции — более 7,5 млрд юаней (1,05 млрд долл. США).